# HMS J1
Pour les articles homonymes, voir J1.
Le HMS J1 est un sous-marin britannique de classe J utilisé par la Royal Navy. Plus tard il a été transféré à la Royal Australian Navy sous le nom de HMAS J1.

## Conception
La classe J a été conçue par la Royal Navy en réponse à l’annonce de l’apparition de sous-marins allemands avec une vitesse en surface supérieure à 18 nœuds (33 km/h). Ces sous-marins avaient un déplacement de 1 210 tonnes en surface, et 1 820 tonnes en immersion. Chaque sous-marin avait une longueur totale de 275 pieds (84 m), avec un maître-bau de 22 pieds (6,7 m), et un tirant d'eau de 14 pieds (4,3 m). Le système de propulsion était construit autour de trois arbres d'hélice. La classe J était les seuls sous-marins à triple hélice jamais construit par les Britanniques. Leur propulsion était fournie par trois moteurs diesel de 12 cylindres en surface, et des moteurs électriques en immersion. Leur vitesse maximale était de 19 nœuds (35 km/h) en surface (ce qui faisait d’eux les sous-marins les plus rapides au monde au moment de leur construction) et de 9,5 nœuds (17,6 km/h) sous l’eau. Leur rayon d'action était de 4 000 milles marins (7 400 km) à 12 nœuds (22 km/h).
Leur armement se composait de six tubes lance-torpilles de 18 pouces (457 mm) (quatre à l’avant, un sur chaque flanc), plus un canon de pont de 4 pouces (101 mm). À l’origine, le canon était installé sur une plate-forme en avant du kiosque, mais la plate-forme a été plus tard étendue jusqu’à la proue et fusionnée dans la coque pour l’hydrodynamisme, et le canon a été déplacé sur une plate-forme installée à l’avant du kiosque. 44 personnes composaient l’équipage.

## Engagements
Le HMS J1 a été construit par la base navale de Portsmouth dans le Hampshire, et lancé le 6 novembre 1915.

### Royal Navy
Il a opéré en mer du Nord où il a effectué des patrouilles. En novembre 1916, une force allemande d’une demi-flottille de destroyers, de trois dreadnoughts et d’un cuirassé appareilla pour sauver deux sous-marins, les U-20 et U-30, qui s’étaient échoués dans le brouillard au large du Jutland. À son retour, n’ayant secouru qu’un seul sous-marin, la force passa à proximité du J1 le 5 novembre 1916 au large de Horns Rev. Le J1 a torpillé deux des dreadnoughts, les SMS Kronprinz et SMS Grosser Kurfürst, ce qui a valu son commandant, le commander N. F. Laurence, une bar pour son Ordre du Service distingué. Les dreadnoughts ne coulent pas, mais parviennent à atteindre le port où ils ont dû subir des réparations.
Le sous-marin a ensuite été transféré à Gibraltar pour des opérations en mer Méditerranée. Le 9 novembre 1918, lors d’un engagement avec le UB-57, le J1 lance une charge de profondeur à partir d’un lanceur dont il avait été spécialement équipé.

### Royal Australian Navy
Après la guerre, l’Amirauté britannique a décidé que la meilleure façon de protéger la région du Pacifique était de constituer une force de sous-marins et de croiseurs. Dans ce but, elle offre en cadeau les six sous-marins survivants de la classe J à la Royal Australian Navy. Le J1 et ses sister-ships ont été commissionnés dans le RAN en avril 1919, et ont entamé le voyage vers l’Australie le 9 avril, en compagnie des croiseurs Sydney et  Brisbane, et du ravitailleur de sous-marins Platypus. La flottille atteint l’île Thursday le 29 juin et Sydney le 10 juillet. En raison de l’état des sous-marins après ce long voyage, ils ont été immédiatement désarmés pour être remis en état.
Le J1 et le J4, accompagnés du Platypus, appareillèrent le 10 février 1920 pour Geelong, où une base sous-marine avait été construite. En dehors d’exercices locaux et d’une visite en Tasmanie en 1921, les sous-marins ne sont guère utilisés. En juin 1922, en raison du coût de l’entretien des bateaux et de la détérioration de la situation économique, les six sous-marins sont retirés du service et désignés pour l’élimination.

### Sort final
Le sous-marin est mis en vente le 12 juillet 1922. Il a été vendu à la Melbourne Salvage Company le 26 février 1924. La coque a été sabordée le 26 mai 1926 dans le cimetière de bateaux situé au large de Port Phillip Heads à 38° 18′ 58″ S, 144° 33′ 13″ E. L’épave du J1, également connue sous le nom de « sous-marin de 38 mètres », « sous-marin de 135 pieds », ou « nouveau sous-marin », est immergée dans 38 mètres d’eau, et elle est accessible à des plongeurs expérimentés,,.